# Dance Flick
Dance Flick is een Amerikaanse filmkomedie uit 2009 van regisseur Damien Dante Wayans. Er zijn op humoristische wijze scènes uit verschillende films in verwerkt, onder andere uit Dirty Dancing en Twilight.

## Verhaal
Megan (Shoshana Bush) heeft de droom om een goede danseres te worden. Tijdens haar auditie komt haar moeder om het leven bij een ongeluk. Op dansschool Juilliard in New York wordt ze in eerste instantie door weinig mensen gewaardeerd, maar daar komt verandering in als ze met Thomas (Damon Wayans Jr.) een relatie begint. De relatie is echter van korte duur, omdat Thomas' zus er niet echt blij mee is. Uiteindelijk komen ze toch weer samen als Thomas in zijn eentje een dance battle uit moet voeren en Megans hulp goed van pas komt.

## Rolverdeling
| Acteur           | Personage               |
| ---------------- | ----------------------- |
| Shoshana Bush    | Megan                   |
| Damon Wayans Jr. | Thomas                  |
| Essence Atkins   | Charity                 |
| Affion Crockett  | A-Con                   |
| Luis Dalmasy Jr. | Dancer #9               |
| Chris Elliott    | Ron                     |
| Christina Murphy | Nora                    |
| David Alan Grier | Sugar Bear              |
| Amy Sedaris      | Ms. Cameltoe            |
| Kim Wayans       | Ms. Dontwannabebothered |
| Lauren Bowles    | Glynn                   |
| Brennan Hillard  | Jack                    |
| George Gore II   | Ray                     |
| Chelsea Makela   | Tracy Transfat          |
| Ross Thomas      | Tyler                   |